# Ophiomyxa flaccida
Ophiomyxa flaccida is een slangster uit de familie Ophiomyxidae.
De wetenschappelijke naam van de soort werd in 1825 gepubliceerd door Thomas Say.